# Kenyér vagy igazság
Kenyér vagy igazság – dwudziesty szósty album węgierskiego zespołu Republic, wydany w 2006 roku przez EMI na CD.
Album zajął siódme miejsce na węgierskiej liście przebojów.

## Lista utworów
Źródło: discogs.com
1. „Csak játssz a szívemmel” (2:51)
2. „Ahogy nyílik a kapu” (4:13)
3. „Csak Te vagy és én” (4:35)
4. „Tyereskova” (4:25)
5. „A legszebb álmaimban jársz” (4:13)
6. „A hátunk mögött a hó (Lili Marleen szívem)” (5:28)
7. „Légy aki vagy” (5:40)
8. „Kóbor kutyák” (5:30)
9. „Esténként a tóban” (5:52)
10. „Ne fuss el és soha ne felelj” (3:20)
11. „Gagarin” (3:00)
12. „Egyszer mindenki itt lesz (…A csend beszél tovább…)” (1:00)

## Skład zespołu
Źródło: republic.hu
- László Bódi – wokal, fortepian
- Csaba Boros – gitara basowa
- László Attila Nagy – perkusja
- Tamás Patai – gitary
- Zoltán Tóth – gitara, fortepian, keyboard, wokal